# W ABC
W ABC var ett program som konverterade filer från Luxors ABC 80 och ABC 800 till PC-kompatibla datorer. 
Programmet läste och skrev ABC-disketter i PC:ns diskettfack. Förutom ren filöverföring konverterades en del specialformat. T.ex. kunde ORD800-filer (ordbehandling på ABC 800) översättas till WordPerfect-, Microsoft Word- eller Cicero-filer (Cicero var en udda och kortlivad ordbehandlare besläktad med ORD800) medan Kalkyl800-filer översattes till något som kunde läsas av Lotus 1-2-3 eller Microsofts Excel-föregångare MultiPlan. 
W ABC skrevs av Erik Lundh (Datorbokhandeln) och Jörn Rönnow.